# Giải bóng đá hạng nhì quốc gia Cộng hòa Síp 1954–55
Giải bóng đá hạng nhì quốc gia Cộng hòa Síp 1954–55 là mùa giải thứ hai của bóng đá hạng nhì Cộng hòa Síp. Nea Salamis Famagusta giành danh hiệu đầu tiên.

## Thể thức thi đấu
Có 11 đội tham gia Giải bóng đá hạng nhì quốc gia Cộng hòa Síp 1954–55. Giải được chia thành 3 bảng theo khu vực địa lý, phụ thuộc vào các Quận Cộng hòa Síp mà mỗi đội đến từ đó đó. Tất cả các đội trong một bảng thi đấu hai lần, một lần sân nhà và một lần sân khách. Đội nhiều điểm nhất sẽ lên ngôi vô địch. Đội vô địch mỗi bảng sẽ thi đấu với nhau trong giai đoạn cuối của giải và đội chiến thắng sẽ trở thành đội vô địch Hạng nhì. Đội vô địch thăng hạng Giải bóng đá hạng nhất quốc gia Cộng hòa Síp 1955–56.

### Hệ thống điểm
Các đội bóng nhận được 2 điểm cho một trận thắng, 1 điểm cho một trận hòa và 0 điểm cho một trận thua.

## Thay đổi so với mùa giải trước
Các đội thăng hạng Giải bóng đá hạng nhất quốc gia Cộng hòa Síp 1954–55
- Aris Limassol

Thành viên mới của CFA
- Alki Larnaca
- Orfeas Nicosia
- PAEK

## Sân vận động và địa điểm
| Bảng              | Đội                | Sân vận động           |
| ----------------- | ------------------ | ---------------------- |
| Nicosia-Keryneia  | Gençlik Gücü       | GSP Stadium            |
| Nicosia-Keryneia  | Orfeas             | GSP Stadium            |
| Nicosia-Keryneia  | PAEK               | G.S. Praxander Stadium |
| Limassol-Paphos   | Antaeus            | GSO Stadium            |
| Limassol-Paphos   | APOP               | GSK Stadium            |
| Limassol-Paphos   | Doğan Türk Birliği | GSO Stadium            |
| Limassol-Paphos   | Panellinios        | GSO Stadium            |
| Larnaca-Famagusta | Alki               | GSZ Stadium            |
| Larnaca-Famagusta | Gençler Birliği    | GSZ Stadium            |
| Larnaca-Famagusta | Nea Salamina       | GSE Stadium            |
| Larnaca-Famagusta | Mağusa Türk Gücü   | GSE Stadium            |

## Bảng Nicosia-Keryneia
Bảng xếp hạng
| Vị thứ | Đội            | St. | T. | H. | B. | BT. | BB. | HS. | Đ. | Ghi chú                       |
| ------ | -------------- | --- | -- | -- | -- | --- | --- | --- | -- | ----------------------------- |
| 1      | Orfeas Nicosia | 4   | 2  | 2  | 0  | 10  | 5   | 5   | 6  | Vô địch Bảng-Playoff Vô địch. |
| 2      | Gençlik Gücü   | 4   | 1  | 2  | 1  | 7   | 6   | 1   | 4  |                               |
| 3      | PAEK           | 4   | 0  | 2  | 2  | 4   | 10  | −6  | 2  |                               |

Hệ thống điểm: Thắng=2 điểm, Hòa=1 điểm, Thua=0 điểm
Kết quả
| ↓Home / Away→ | GNC | ORF | PKK |
| ------------- | --- | --- | --- |
| Gençlik Gücü  |     | 2-2 | 4-0 |
| Orfeas        | 3-0 |     | 4-2 |
| PAEK          | 1-1 | 1-1 |     |

## Bảng Larnaca-Famagusta
Bảng xếp hạng
| Vị thứ | Đội                   | St. | T. | H. | B. | BT. | BB. | HS. | Đ. | Ghi chú                       |
| ------ | --------------------- | --- | -- | -- | -- | --- | --- | --- | -- | ----------------------------- |
| 1      | Nea Salamis Famagusta | 6   | 6  | 0  | 0  | 26  | 1   | 25  | 12 | Vô địch Bảng-Playoff Vô địch. |
| 2      | Gençler Birliği       | 6   | 4  | 0  | 2  | 21  | 14  | 7   | 8  |                               |
| 3      | Alki Larnaca          | 6   | 2  | 0  | 4  | 14  | 23  | −9  | 4  |                               |
| 4      | Mağusa Türk Gücü      | 6   | 0  | 0  | 6  | 9   | 32  | −23 | 0  |                               |

Hệ thống điểm: Thắng=2 điểm, Hòa=1 điểm, Thua=0 điểm
Kết quả
| ↓Home / Away→   | ALK | NSL | GNC | MGS |
| --------------- | --- | --- | --- | --- |
| Alki            |     | 0-7 | 1-2 | 7-2 |
| Nea Salamis     | 4-0 |     | 2-0 | 6-0 |
| Gençler Birliği | 5-2 | 1-5 |     | 9-2 |
| Mağusa Türk     | 3-4 | 0-1 | 2-4 |     |

## Bảng Limassol-Paphos
Bảng xếp hạng
| Vị thứ | Đội                  | St. | T. | H. | B. | BT. | BB. | HS. | Đ. | Ghi chú                       |
| ------ | -------------------- | --- | -- | -- | -- | --- | --- | --- | -- | ----------------------------- |
| 1      | Antaeus Limassol     | 6   | 3  | 3  | 0  | 8   | 2   | 6   | 9  | Vô địch Bảng-Playoff Vô địch. |
| 2      | APOP Paphos          | 6   | 4  | 0  | 2  | 17  | 11  | 6   | 8  |                               |
| 3      | Doğan Türk Birliği   | 6   | 1  | 2  | 3  | 4   | 9   | −5  | 4  |                               |
| 4      | Panellinios Limassol | 6   | 1  | 1  | 4  | 2   | 9   | −7  | 3  |                               |

Hệ thống điểm: Thắng=2 điểm, Hòa=1 điểm, Thua=0 điểm
Kết quả
| ↓Εντός / Εκτός→ | ANT | APP | PNL | DGT |
| --------------- | --- | --- | --- | --- |
| Antaeus         |     | 5-2 | 1-0 | 0-0 |
| APOP            | 0-2 |     | 4-1 | 5-1 |
| Panellinios     | 0-0 | 0-3 |     | 1-0 |
| Doğan Türk      | 0-0 | 2-3 | 1-0 |     |

## Playoff Vô địch
Bảng xếp hạng
| Vị thứ | Đội                   | St. | T. | H. | B. | BT. | BB. | BT. | Đ. | Ghi chú                                                                  |
| ------ | --------------------- | --- | -- | -- | -- | --- | --- | --- | -- | ------------------------------------------------------------------------ |
| 1      | Nea Salamis Famagusta | 4   | 3  | 1  | 0  | 17  | 5   | 12  | 7  | Vô địch-thăng hạng Giải bóng đá hạng nhất quốc gia Cộng hòa Síp 1955–56. |
| 2      | Orfeas Nicosia        | 4   | 2  | 1  | 1  | 8   | 12  | −4  | 5  |                                                                          |
| 3      | Antaeus Limassol      | 4   | 0  | 0  | 4  | 3   | 11  | −8  | 0  |                                                                          |

Hệ thống điểm: Thắng=2 điểm, Hòa=1 điểm, Thua=0 điểm
Kết quả
| ↓Home / Away→ | ANT | NSL | ORF |
| ------------- | --- | --- | --- |
| Antaeus       |     | 0-3 | 1-2 |
| Nea Salamis   | 3-2 |     | 3-3 |
| Orfeas        | 3-0 | 0-8 |     |